# Chisa Yokoyama
Chisa Yokoyama (jap. 横山 智佐 Yokoyama Chisa; ur. 20 grudnia 1969 w Tokio) – japońska seiyū i piosenkarka związana niegdyś z Arts Vision.

## Wybrane role głosowe
- 1991: Gigi i fontanna młodości – Rupipi
- 1992: Wróżka z krainy kwiatów – Rose (jako dziecko)
- 1992: Uchū no kishi Tekkaman Blade – Milly
- 1992: Shin-chan – Hitoshi
- 1993: Kidō Senshi Victory Gundam – Neneka
- 1995: Doraemon: 2112nen Doraemon Tanjou –
  - Żółty Doraemon,
  - Dziecięcy Doraemon
- 1995: Wedding Peach – Pritz
- 1995: Kombinezon bojowy Gundam Wing – Lucrezia Noin